# Перисад V

Боспорское царство

Перисад V (умер около 109 до н. э.) — царь Боспора, правивший около 125 — 109 годов до н. э. Последний представитель династии Спартокидов.

## Биография
Сведения о Перисаде V крайне скудны. Известно, что он чеканил свою монету.
Около 110 года до н. э. на Боспор прибыл полководец понтийского царя Митридата Евпатора Диофант c дипломатической миссией.
Вскоре — в 109 году до н. э. — на Боспоре вспыхнуло восстание под руководством воспитанника Перисада Савмака, в ходе которого царь был убит, а Диофант бежал.